# Татар, Томаш
Томаш Татар (словац. Tomáš Tatar; род. 1 декабря 1990, Илава, Западно-Словацкий край) — словацкий хоккеист, крайний нападающий, игрок клуба НХЛ «Нью-Джерси Девилз». Серебряный призёр чемпионата мира 2012 года.

## Игровая карьера

### Клубная
Татар был выбран под общим 60-м номером во 2-м раунде клубом «Детройт Ред Уингз» на драфте НХЛ 2009 года. Так же был задрафтован клубом из КХЛ-«СКА» в 1-м раунде под общим 15-м номером в том же 2009 году. После подписания трёхлетнего контракта с «Ред Уингз» отправился играть в фарм-клуб «Ред Уингз»-«Гранд-Рапидс Гриффинс», где и провёл весь сезон.
В первой же дебютной игре в НХЛ, 31 декабря 2010 года, забросил шайбу в ворота Дуэйна Ролосона в матче против «Нью-Йорк Айлендерс».
Во время локаута в НХЛ в сезоне 2012/13 играл в Словацкой экстралиге в составе «СХК 37 Пьештяны». За «Ред Уингз» сыграл 18 матчей. В составе «Гранд-Рапидс Гриффинс» выиграл Кубок Колдера и получил «Джэк Эй Баттерфилд Трофи», как самый ценный игрок плей-офф Кубка Колдера.
Начиная с сезона 2013/14 стал игроком основного состава «Детройт Ред Уингз».
Летом 2017 года продлил контракт с «Детройтом» на 4 года и $ 21,2 млн.
26 февраля 2018 года был обменян в «Вегас Голден Найтс». Всего, за 7 сезонов в «Детройте» забросил 115 шайб и набрал 222 очка в 407 играх.
10 сентября 2018 года вместе с Ником Сузуки был обменян в «Монреаль Канадиенс» на Макса Пачиоретти. В «Канадиенс» провёл три сезона.
5 августа 2021 года в качестве свободного агента подписал двухлетний контракт на 9 млн долларов с «Нью-Джерси Девилз».  В сезоне 2021/22 сыграл 76 матчей и набрал 30 очков (15+15), «Девилз» не сумели выйти в плей-офф.
23 декабря 2022 года забросил свою 200-ю шайбу в регулярных сезонах НХЛ. В сезоне 2022/23 имел показатель полезности «+41», что было лучшим результатом в «дьяволах» и пятым в лиге. В 82 матчах набрал 48 очков (20+28). В плей-офф отметился за 12 матчей лишь одной заброшенной шайбой при показателе полезности «-7».
12 сентября 2023 года подписал контракт с «Колорадо Эвеланш». Позже Татар рассказал, что отклонил предложение об однолетнем контракте с «Нью-Джерси», ища многолетний контракт, а когда он не смог его найти, предложений от «Девилз» больше не поступало, так как они приобрели Тайлера Тоффоли. Татар дебютировал в «Эвеланш» в ночь открытия сезона 2023/24, сделав результативную передачу в победном матче над «Лос-Анджелес Кингз» со счетом 5:2. Лишь в своём 26-м матче за клуб из Денвера смог забить шайбу.
После 27 матчей имел на своём счету лишь 9 (1+8) очков и менеджмент «Эвеланш» принял решение обменять игрока в «Сиэтл Кракен» на выбор в пятом раунде драфта-2024. В первых 4 матчах за «Кракен» набрал 4 очка (2+2).
2 июля 2024 года в качестве свободного агента подписал однолетний контракт с «Нью-Джерси Девилз» на сумму $1,8 млн.

### Международная
Выступал в составе сборной Словакии на молодёжном чемпионате мира в 2009 году, где словаки стали четвёртыми на турнире, проиграв в матче за 3-е место сборной России, а сам Татар в семи матчах забросил 7 шайб и отдал 4 результативные передачи, заработав тем самым 11 очков. На молодёжном чемпионате мира 2010 года сыграл 6 матчей, записав на свой счёт 5 очков по системе гол + пас (3+2). В том же году принял участие в составе национальной сборной Словакии на чемпионате мира.
На чемпионате мира 2012 года словаки с Томашем в составе дошли до финала, где уступили сборной России со счётом 2:6.
Играл на зимних Олимпийских играх 2014 года в Сочи провёл 4 игры и забросил 1 шайбу и отдал 1 результативную передачу.
Вошёл в состав сборной Европы на Кубке мира 2016 года, где команда добралась до финала, уступив там в двух встречах сборной Канады.

## Статистика
| Легенда | Легенда                    | Легенда | Легенда                   | Легенда | Легенда    |
| ------- | -------------------------- | ------- | ------------------------- | ------- | ---------- |
| И       | Количество проведённых игр | Штр     | Штрафное время            | +/−     | Плюс-минус |
| Г       | Голы                       | П       | Голевые передачи          | О       | Очки       |
| -       | Статистика неизвестна      | —       | Статистика не учитывалась |         |            |